# Landtagswahl in Salzburg 1922
- SDAPDÖ: 10
- CNW: 16
- GDVP: 2

Die Landtagswahl in Salzburg 1922 wurde am 9. April 1922 durchgeführt und war die zweite Landtagswahl im Bundesland Salzburg nach dem Ersten Weltkrieg. Nachdem zahlreiche Parteien, die bei der Landtagswahl 1919 kandidiert hatten, 1922 nicht mehr antraten, erzielte die Christlichnationale Wahlgemeinschaft (CNW) die absolute Stimmen- und Mandatsmehrheit. Diese war ein Parteienbündnis aus der Christlichsozialen Partei (CSP), der Deutschen Nationalsozialistischen Arbeiterpartei (DNSAP) und dem Freiheitlichen Salzburger Bauernbund. Nachdem die Anzahl der Landtagsmandate von 40 auf 28 gesenkt worden war, stellte die Christlichnationale Wahlgemeinschaft mit 56,27 % 16 der 28 Mandatare. Die Sozialdemokratische Arbeiterpartei Deutschösterreichs (SDAPDÖ) konnte ihren Stimmenanteil um 5,0 Prozent auf 34,5 % steigern, verlor jedoch auf Grund der Mandatssenkung zwei ihrer bisherigen 12 Mandate. Die neugegründete Großdeutsche Volkspartei (GDVP), die teilweise die Nachfolge der Freiheitlichen Bürger-, Bauern- und Arbeiterpartei, einer Sammelbewegung für verschiedene deutschnationale Gruppierungen, angetreten hatte, erzielte 9,2 % und zog mit zwei Mandaten in den Landtag ein.
Der Landtag der 2. Wahlperiode konstituierte sich in der Folge am 4. Mai 1922 und wählte an diesem Tag die Landesregierung Rehrl I zur neuen Salzburger Landesregierung. Die Christlichnationale Wahlgemeinschaft bildete in der Folge jedoch keinen eigenen Klub. Vielmehr bestand der Klub der Christlichsozialen Partei mit 14 Mandaten, während der Vertreter der DNSAP und der Vertreter des Freiheitlichen Salzburger Bauernbundes fraktionslos blieben und informell mit der Großdeutschen Volkspartei zusammenarbeiteten. 

## Ergebnisse
|                                                                | Ergebnisse 1922  | Ergebnisse 1922  | Ergebnisse 1922  | Ergebnisse 1919 | Ergebnisse 1919 | Ergebnisse 1919 | Differenzen | Differenzen | Differenzen |
| -------------------------------------------------------------- | ---------------- | ---------------- | ---------------- | --------------- | --------------- | --------------- | ----------- | ----------- | ----------- |
|                                                                | Stimmen          | %                | Mand.            | Stimmen         | %               | Mand.           | Stimmen     | %           | Mand.       |
| Gültig                                                         | 95.825           |                  |                  | 81.210          |                 |                 | + 14.615    |             |             |
| Partei                                                         |                  |                  |                  |                 |                 |                 |             |             |             |
| Christlichnationale Wahlgemeinschaft1                          | 53.925           | 56,27 %          | 16               | 44.753          | 55,11 %         | 22              | + 9.172     | + 1,16 %    | − 6         |
| Sozialdemokratische Arbeiterpartei Deutschösterreichs (SDAPDÖ) | 33.082           | 34,52 %          | 10               | 24.010          | 29,57 %         | 12              | + 9.072     | + 4,95 %    | − 2         |
| Großdeutsche Volkspartei (GDVP)2                               | 8.818            | 9,20 %           | 2                | 9.255           | 11,40 %         | 5               | − 437       | − 2,20 %    | − 3         |
| nicht mehr kandidierende Parteien3                             | nicht kandidiert | nicht kandidiert | nicht kandidiert | 3.192           | 3,92 %          | 9               | − 3.192     | − 3,92 %    | − 1         |
| Gesamt                                                         | 95.825           | 100,00 %         | 28               | 81.210          | 100,00 %        | 40              | + 14.615    |             | − 12        |

1) Vergleichszahlen von 1919: Summe von CSP, Deutscher Arbeiterpartei, Deutschfreiheitlicher Volksverein und Freiheitlicher Salzburger Bauernbund

2) Vergleichszahlen von 1919: Freiheitliche Bürger-, Bauern- und Arbeiterpartei

3) Salzburger Wirtschaftspartei, Unabhängige Wirtschaftspartei